# Dwór w Miłosławicach
Dwór w Miłosławicach – zabytkowy dwór wybudowany na początku XIX w. w miejscowości Miłosławice.
Parterowy dwór zbudowany w stylu klasycyzmu na planie prostokąta, kryty czterospadowym dachem mansardowym. Od frontu piętrowy ryzalit z głównym wejściem pomiędzy dwoma kolumnami. Ryzalit zwieńczony trójkątnym frontonem.